# Igostène
Igostène é uma vila na comuna de In Salah, no distrito de In Salah, província de Tamanghasset, Argélia. Está localizada 16 quilômetros (9,9 milhas) a leste da cidade de In Salah.